# Темп (Київ)
«Темп» — колишній футбольний клуб з Києва. Існував 1960—1969.
Команда представляла Київський серійний завод «Антонов» (ДАЗ-12). створено на основі збірної Жовтневого району 1960 року.
У 1960. 1961. 1962. 1963 року здобув право грати у перехідних матчах за вихід до класу Б з київським Арсеналом тричі програли а у 1963 обіграли і увійшли у клас Б чемпіонату СРСР і 1964 року дебютував у турнірі. Зайняли 10 місце з 40 учасників (у зоні А були 5).Того ж року клуб було розформовано як майстри, на першість УРСР грали до 1969., потім періодично виступали на першість Києва.
ЗДОБУТКИ;
- Чемпіонат УРСР середколективів фізкультури: 3 призер (2) — 1967.1968.
- Чемпіон Києва — 1956. 1957. 1958.1960. 1961.1962.1963.1967.*(1956/60 як збірна Жовтневого району)
- Володар Кубка Києва(1) -1962. фіналісти (5).- 1959.1960.1961.1965.1972.

ТРЕНЕРИ:
1960—1963. Золтан Сенгетовський
1964. Володимир Богданович
1966/68 Олександр Щанов.
Аматорський клуб від заводу «Арсенал» продовжив виступати у київських турнірах.